# سانت پورت-نورد
سانت پورت-نورد (به هلندی: Santpoort-Noord) یک منطقهٔ مسکونی در هلند است که در فلسن واقع شده‌است. سانت پورت-نورد ۱۰٬۱۴۲ نفر جمعیت دارد.